# Mullvad
Mullvadは、スウェーデンに拠点を置きプライバシー重視のサービスを提供するVPNサービスプロバイダ。

## 概要
Mullvadは、2009年よりスウェーデンで運営されているVPNプロバイダである。VPN以外にも独自のブラウザと検索エンジン、暗号化されたDNS、拡張機能の提供も行っている。MullvadのVPNクライアントはオープンソースで公開されており、そのソースコードはGitHubのリポジトリで利用可能。またMullvadはプライバシー重視のサービスであることを謳っており、Mullvadのサービスへの支払いにはアルトコインのMoneroを使用可能である他、厳格なノーログポリシーを掲げている。社名の「Mullvad」はスウェーデン語の「モグラ」に由来する言葉である。

### スウェーデン警察による捜査
2023年4月20日、Mullvadはヨーデポリの事務所がスウェーデン警察によって捜査を受けたものの、ユーザーの顧客データを守り通したと発表した。スウェーデン警察は顧客データの入った機器を押収しようと試みたものの、最終的にスウェーデン警察によって機器が押収されることはなかった。Mullvad側はスウェーデン警察による機器の押収はスウェーデンの法律違反だと主張している。
また、これによりMullvadのノーログポリシーが証明される形となった。
スウェーデン警察はMullvadへの捜査はEIOの捜査令状に基づくものと述べており、スウェーデン独自で行われた捜査ではないためコメントは差し控えるとしている。

### Mozillaとの提携
Mozillaは2020年6月、Mullvadと提携して「Mozilla VPN」という独自のVPNサービスをリリースすると発表した。Mozilla VPNのシステムにはMullvadのサーバーが使用されており、ユーザーの行動を記録しないようになっている。

## 製品

### Mullvad Browser
Mullvad BrowserはMullvadがThe Tor Projectと共同開発を行っているFirefoxベースのブラウザである。Tor Browserの技術を基盤として開発されており、ユーザーのプライバシーを守るためにフィンガープリントによる追跡を最低限に留めるように設計されている。また、デフォルトで拡張機能のuBlock Originがプリインストールされている。

### Mullvad Leta
MullvadはVPNやブラウザ以外にも、「Mullvad Leta」と呼ばれる独自のオープンソース検索エンジンを提供している。システムにはGoogleのAPIが用いられている。